# Вигрунд
Вигрунд (скала Вигрунд) — скалистый остров в Нарвском заливе Финского залива площадью в 1 га. Расположен в 1,5 км от побережья Кургальского полуострова. Административно подчинён Кингисеппскому району Ленинградской области.

## География
Устье реки Наровы, для обозначения опасного из-за подводных камней прохода к которой на скале выстроена башня, находится в 35 км к югу от Вигрунда. В 25 км к северо-северу от скалы лежит остров Мощный, на расстоянии 45 км к западу, — остров Большой Тютерс.
Принято решение включить скалу Вигрунд и прилегающий к ней район в 3798 га в число территорий, которые образуют 8 участок Ингерманландского заповедника. Тем самым планируется поставить под охрану популяцию кольчатой нерпы, которой изобилуют территории островов Вигрунд и Хитаматала.
На скале располагается маяк, представлящий собою решётчатую пирамидальную башню высотою в 20 м. Фокальная плоскость маяка находится на высоте 22 м. Даёт белую вспышку каждые 5 сек. Виден за 10 миль.

## История
Скала перешла к России от Швеции в 1721 году по Ништадтскому мирному договору и с тех пор своей территориальной принадлежности не меняла.
28 сентября 1939 года капитан советского парохода «Пионер» сообщил по радио, что его судно атаковано неизвестной подводной лодкой и выбросилось на камни банки Вигрунд. Инцидент считается рядом авторов одним из актов давления на правительство Эстонии с целью присоединения последней к СССР, так как Советским Союзом предполагалось, что атака произведена польской лодкой «Ожел» (пол. Orzel — Орёл), интернированной, но незадолго до события выпущенной из эстонской гавани. Другие авторы полагают, что атака действительно имела место и явилась выполнением приказа маршала Рыдз-Смиглы «мешать морскому сообщению между Рейхом и Восточной Пруссией», в котором активно участвовали советские суда. Во время Великой Отечественной войны скала была занята Вермахтом и стала южным концом Гогландской минной позиции: Гогланд — Большой Тютерс — Вигрунд, — где мины были расположены ярусами.